# Ветрогенератор Vestas V-164
Vestas V-164 — ветрогенератор мощностью 8÷10 МВт, разработанный и производимый датской компанией Vestas. Установка предназначена в основном для офшорного использования. Первый генератор для промышленной эксплуатации был запущен в январе 2014 года.
С 2014 по 2019 год являлся самым мощным серийным ветрогенератором в мире, уступив в 2020 году первенство модели V-174 с начальной номинальной мощностью 9,5 МВт и диаметром ротора 174 метра.

## Разработка турбины
Целью разработки этой турбины являлось сокращение числа необходимых операций для возведения ветроэлектростанций и издержек на их содержание путём предоставления покупателям компании ме́ньшего количества турбин с бо́льшей установленной мощностью. Предполагаемый ресурс одной установки должен составить 25 лет.
Первая информация по модели была предоставлена в 2011 году. Начальная номинальная мощность 7 МВт была позже увеличена до 8 МВт, позднее до 9 МВт и, в сентябре 2018 года, до 10 МВт.